# Richmond Heights (Misuri)
Richmond Heights es una ciudad ubicada en el condado de San Luis en el estado estadounidense de Misuri. En el Censo de 2010 tenía una población de 8603 habitantes y una densidad poblacional de 1.444,19 personas por km².

## Geografía
Richmond Heights se encuentra ubicada en las coordenadas 38°37′51″N 90°19′59″O / 38.63083, -90.33306. Según la Oficina del Censo de los Estados Unidos, Richmond Heights tiene una superficie total de 5.96 km², de la cual 5.96 km² corresponden a tierra firme y (0%) 0 km² es agua.

## Demografía
Según el censo de 2010, había 8603 personas residiendo en Richmond Heights. La densidad de población era de 1.444,19 hab./km². De los 8603 habitantes, Richmond Heights estaba compuesto por el 81.72% blancos, el 11.65% eran afroamericanos, el 0.2% eran amerindios, el 4.17% eran asiáticos, el 0.02% eran isleños del Pacífico, el 0.46% eran de otras razas y el 1.78% pertenecían a dos o más razas. Del total de la población el 2.29% eran hispanos o latinos de cualquier raza.